# Malgra Conservation Park
Malgra Conservation Park är en park i Australien. Den ligger i delstaten South Australia, omkring 270 kilometer nordväst om delstatshuvudstaden Adelaide.
Trakten runt Malgra Conservation Park är nära nog obefolkad, med mindre än två invånare per kvadratkilometer.. Närmaste större samhälle är Kimba, omkring 15 kilometer nordväst om Malgra Conservation Park. 
Trakten runt Malgra Conservation Park består till största delen av jordbruksmark. Genomsnittlig årsnederbörd är 419 millimeter. Den regnigaste månaden är juni, med i genomsnitt 72 mm nederbörd, och den torraste är oktober, med 6 mm nederbörd.